# هری سلدون
هَری سِلدُن شخصیتی تخیلی در مجموعه کتاب‌های بنیاد از آیزاک آسیموف است.

## نقش
وی از افرادِ دارایِ نقشِ اصلی در این مجموعه است. سِلدُن، آفرینندهٔ دانشنامهٔ بنیاد و تئوریِ روان‌تاریخ، یک ریاضی‌دان و استادِ ریاضی و آخرین نخست‌وزیرِ امپراتوریِ کهکشانی است. در پیشبردِ بنیادِ کهکشانی اشاره می‌شود که هری سلدون، دکترای ریاضیاتِ خود را از سیارهای که در آن زاده شده و درس خوانده، گرفته‌است.

## سرگذشت
داستان از آنجا پایه می‌گیرد که سلدون برای یک کنفرانسِ ریاضی به پایتختِ امپراتوری که ترانتور نام دارد می‌آید. امپراتور برای گپ‌وگفت در موردِ نظریهٔ روان‌تاریخ، خواهانِ بازدید از وی در کاخ‌های سلطنتی می‌شود و وی را می‌بیند. اما شرایط برای او بگونه‌ای پیش می‌رود که در عملی انجام شده قرار می‌گیرد و مجبور به فرار و مخفی شدن در ترانتور می‌گردد.

### دورهٔ مخفی شدن
در این دوره از یاریِ دو تن بهره می‌برد. دورس ونابیلی و ر. دانیل اُلیوا به او یاری می‌دهند و کمکش می‌کنند تا ایده‌های خود را در موردِ روان‌تاریخ گسترش دهد. وی در این دوره به جاهای گونه‌گونی در ترانتور از جمله مایکوژن و دال مخفی می‌شود و بدلایلی گمان می‌کند که امپراتور کلئونِ اول و نخست‌وزیرِ وی، دمرزل بدنبالِ یافتن و کشتنِ او هستند. وی در دال، با پسرکی بنامِ رایش هم آشنا می‌شود و بعدها وی را بعنوانِ پسرخواندهٔ خود می‌پذیرد.

## دانشنامهٔ بنیاد
سلدون در کتابِ لبهٔ بنیادِ کهکشانی به برساختنِ دانشنامهٔ بنیاد همت می‌گمارد.

### چراییِ ساختِ دانشنامه
وی با یاریِ روان‌تاریخ به این نتیجه می‌رسد که امپراتوریِ کهکشانی که بنوعی شیرازهٔ اصلیِ نظم و تمدن در سراسرِ کهکشان و نمادِ فرهنگ و تمدن است، در حالِ فروپاشی است و با فروپاشیِ آن، یک دورهٔ سی‌هزارسالهٔ ذلت، تاریکی و جهل فراخواهد رسید. از همین روی، به آماده سازیِ پیش‌نهاده‌ها برای ساختِ دانشنامه می‌پردازد.
وی عقیده دارد که می‌توان در هنگامیکه همه‌چیز از هم پاشیده شده و زورگویی و جهل بر جهان‌ها حکم‌فرماست؛ با یاریِ دانشنامه، نیرو و نوری دوباره را به سراسرِ کهکشان تاباند و آن را از نو سازمان داده و دانشنامه را مقدمه‌ای برایِ برپاییِ بنیادِ کهکشانی کند که هزار سال پس از مرگِ وی خواهد آمد.